# Kepler-90h
Kepler-90h (também conhecido pela sua designação de Kepler Object of Interest KOI-351.01) é um exoplaneta orbitando dentro da zona habitável da jovem estrela da sequência principal tipo-G Kepler-90, o mais externo dos sete planetas descobertos pela sonda Kepler da NASA. Ele está localizado a cerca de 2,545 de anos-luz da Terra, na constelação de Draco. O exoplaneta foi encontrado usando-se o método de trânsito, em que o efeito de escurecimento que um planeta faz ao cruzar na frente de sua estrela é medido.

## Características

### Massa, raio e temperatura
Kepler-90h é um gigante gasoso, um planeta que tem um raio e massa em torno de a mesma que a dos planetas Júpiter e Saturno. Tem uma temperatura de 292 K (19 °C; 66 °F), semelhante à da Terra. Ele tem uma massa de cerca de 1,2 Predefinição:Jupiter mass, e um raio menor ou igual cerca de 1.01 Predefinição:Jupiter radius. Isto torna-o muito semelhante a Júpiter, em termos de massa e o raio.

### Estrela
O planeta orbita uma estrela (tipo G) chamada Kepler-90. A estrela tem uma massa de 1,2 Predefinição:Solar mass e um raio de 1,2 Predefinição:Solar radius. Ele tem uma temperatura superficial de 6080 K e tem cerca de cerca de 2 bilhões de anos de idade. Em comparação, o Sol tem de cerca de 4,6 bilhões de anos de idade e tem uma temperatura superficial de 5778 K.
A magnitude aparente da estrela, ou o quão brilhante ele parece vista da Terra, é de 14. Ele é fraco demais para ser visto a olho nu.

### Estatísticas orbitais
Kepler-90h orbita a sua estrela a cada 331.6 dias a uma distância de 1.01 AU, muito semelhante à Terra de órbita distância do Sol (que é de 1 UA).

## Habitabilidade
Kepler-90h reside na zona habitável circunstelar da estrela-mãe. O exoplaneta, com um raio de 1.01 Predefinição:Jupiter radius, é muito grande para ser rochoso, e devido a isto, o próprio planeta não pode ser habitável. Hipoteticamente, luas grandes o suficiente, com atmosfera e pressão suficiente, podem ser capazes de suportar água líquida e, potencialmente, a vida. No entanto, tais luas não costumam-se formar-se em torno de planetas, eles provavelmente deveriam ser capturadas de longe; por exemplo, um protoplaneta executando o caminho errado. Um planeta do tamanho de Júpiter teria provavelmente luas com tamanho semelhante às Luas de Júpiter ou de Saturno, a lua Titã. No entanto, sabemos que mesmo luas deste tamanho podem segurar os ambientes e terem campos magnéticos, uma vez que Titã tem uma atmosfera mais espessa que a da Terra e tem corpos líquidos estaveis em sua superfície. Uma lua de tamanho semelhante à lua Ganimedes, de Júpiter, tem seu próprio campo magnético.
Para uma órbita estável em relação ao período orbital da lua em torno do seu planeta e a do primário em torno de sua estrela deve ser < 1/9, por exemplo, se um planeta leva 90 dias para orbitar sua estrela, o máximo para a órbita estável de uma lua de um planeta seja menor que 10 dias. Simulações sugerem que uma lua com um período orbital de menos do que cerca de 45 a 60 dias permanecem em segurança acopladas a um enorme planeta ou uma anã marrom que orbita 1 UA do Sol como estrela. No caso de Kepler-90h, isto seria praticamente o mesmo para ter uma órbita estável.
Os efeitos das marés também poderia permitir a lua para sustentar placas tectônicas, o que faria com que a atividade vulcânica regulasse a temperatura da lua e criar um efeito geodínamo , que daria ao satélite um forte campo magnético.
Para suportar a uma atmosfera com a da Terra por cerca de 4,6 bilhões de anos (a idade da Terra), a lua teria que ter uma densidade com a de Marte e, pelo menos, uma massa de 0,07 Predefinição:Earth mass. Uma maneira de diminuir a perda de sputtering, a lua deve ter um forte campo magnético que pode desviar o vento estelar e o cinturão de radiação. As medições da Galileu da NASA indica que grandes luas podem ter campos magnéticos; ele descobriu que a lua Ganimedes de Júpiter tem a sua própria magnetosfera, mesmo que a sua massa seja apenas 0,025 Predefinição:Earth mass.

## Descoberta
Em 2009, a espaçonave Kepler da NASA estava a concluir observações de estrelas no seu fotômetro, o instrumento que ele usa para detectar eventos de trânsito, no qual um planeta cruza a sua frente e escurece a sua estrela por um breve período regular de tempo. Neste último teste, Kepler observou  estrelas que o Kepler Input Catalog, incluindo Kepler-90; a curva de luz preliminar foi enviada para a equipe científica do Kepler para análise, que obviamente escolheu companheiros planetários do monte para acompanhamento em observatórios. Observações para os potenciais exoplanetas candidatos que tiveram lugar entre 13 de maio de 2009 e 17 de março de 2012. Depois de observar os respectivos trânsitos, que para o Kepler-90h ocorreu aproximadamente a cada 331 dias (o seu período orbital), foi finalmente concluído que um planeta foi responsável pelo periódico trânsito de 331 dias. A descoberta foi anunciada em 12 de novembro de 2013.